# اچ‌ام‌ای‌اس یارا (ام ۸۷)
اچ‌ام‌ای‌اس یارا (ام ۸۷) (به انگلیسی: HMAS Yarra (M 87)) یک کشتی است که طول آن ۵۲٫۵ متر (۱۷۲ فوت) می‌باشد. این کشتی در سال ۲۰۰۲ ساخته شد.